# Női 4 x 100 méteres váltófutás a 2011. évi nyári európai ifjúsági olimpiai fesztiválon
A 2011. évi nyári európai ifjúsági olimpiai fesztiválon az atlétikai versenyszámokat Trabzonban rendezték. A női 4 x 100 méteres váltófutás előfutamait július 28.-án, a döntőjét pedig július 29.-én rendezték.

## Előfutamok
Mindkét előfutam első két helyezettje (Q) illetve a további legjobb 4 időeredménnyel (q) rendelkező csapat jutott tovább a döntőbe. Minden nemzet egyetlen négyfős csapattal képviselhette magát.
| H  | F | Nemzet           | Versenyzők                                                                        | E     | Mj    |
| -- | - | ---------------- | --------------------------------------------------------------------------------- | ----- | ----- |
| 1  | 2 | Belgium          | Sarah Missinne Justien Grillet Orphee Depuydt Kimberley Efonye                    | 46.02 | Q PB  |
| 2  | 1 | Hollandia        | Tessa Van Schagen Sacha Van Agt Naomi Sedney Ruchama Jurien                       | 46.86 | Q PB  |
| 3  | 1 | Oroszország      | Marina Buchelnikova Anastasia Polishchuk Anastasiia Aslanidi Elizaveta Anikienko  | 47.10 | Q     |
| 4  | 2 | Írország         | Sarah Kate Lavin Grainne Moynihan Megan Kiely Ciara Giles Doran                   | 47.36 | Q     |
| 5  | 1 | Franciaország    | Aimee Adamis Solenn Compper Sokhna Galle Chrystie Lange                           | 47.37 | q     |
| 6  | 2 | Olaszország      | Ylenia Vitale Ottavia Cestonaro Raphaela Boaheng Lukudo Rebecca Palandri          | 47.53 | q     |
| 7  | 2 | Németország      | Carina Frey Monika Zapalska Isabell Hergenroether Rebecca Pietsch                 | 47.56 | q     |
| 8  | 2 | Fehéroroszország | Volha Pryneslik Krystsina Radzivaniuk Yuliya Kastsiuchkova Katsiaryna Verameyenka | 47.70 | q     |
| 9  | 2 | Finnország       | Merika Sumanen Reetta Hurske Riikka Kokko Heidi Erkinheimo                        | 47.78 |       |
| 10 | 1 | Románia          | Ionela Denisa Pistol Andreea Mihaela Cojocaru Daria Calineac Roxana Maria Ene     | 48.50 |       |
| 11 | 2 | Törökország      | Asli Arik Hatice Ozturk Beyza Tilki Yagmur Kayik                                  | 48.60 |       |
| -  | 1 | Magyarország     | Krucsai Zsanett Czuth Réka Varga Tímea Keri Bianka                                | 52.64 | * DNF |
| -  | 1 | Svájc            | Lena Weiss Samantha Dagry Laetitia Hermet Charlene Keller                         | -     | DQ    |
| -  | 1 | Szlovákia        | Eliska Chvilova Monika Banovicova Ema Kalenska Maria Vavrova                      | -     | DQ    |

- A magyar váltó akadályoztatása miatt a versenybíróság engedélyezte, hogy egyedüli indulókként ismét lefussák a távot, az első időeredményüket törölték. A megismételt versenyen rontás miatt nem értek célba.

## Döntő
| H     | Nemzet           | Versenyzők                                                                        | E     | Mj |
| ----- | ---------------- | --------------------------------------------------------------------------------- | ----- | -- |
| Arany | Hollandia        | Tessa Van Schagen Sacha Van Agt Naomi Sedney Nadine Visser                        | 45.93 | CR |
| Ezüst | Belgium          | Sarah Missinne Justien Grillet Orphee Depuydt Kimberley Efonye                    | 46.12 | PB |
| Bronz | Oroszország      | Anastasia Nikolaeva Elizaveta Anikienko Anastasiia Aslanidi Ekaterina Renzhina    | 46.58 |    |
| 4     | Németország      | Isabell Hergenroether Monika Zapalska Carina Frey Laura Zurl                      | 46.59 |    |
| 5     | Franciaország    | Aimee Adamis Solenn Compper Sokhna Galle Chrystie Lange                           | 47.19 |    |
| 6     | Olaszország      | Ylenia Vitale Ottavia Cestonaro Raphaela Boaheng Lukudo Rebecca Palandri          | 47.73 |    |
| 7     | Fehéroroszország | Volha Pryneslik Krystsina Radzivaniuk Yuliya Kastsiuchkova Katsiaryna Verameyenka | 48.06 |    |
| -     | Írország         | Sarah Kate Lavin Grainne Moynihan Megan Kiely Ciara Giles Doran                   | -     | DQ |